# Prominenz
Der Ausdruck Prominenz (von lateinisch: prominentia = das Hervorragende; aus pro minere) wird im Alltag meist zur Bezeichnung der Gesamtheit von herausragenden Persönlichkeiten verwendet, kann aber auch neutral das wie immer erworbene Ausmaß der individuellen Bekanntheit in der Öffentlichkeit meinen und dann nicht nur auf Menschen, sondern beispielsweise auch auf Orte bezogen werden. Das Wort ist im Deutschen erst seit Anfang des 20. Jahrhunderts in Gebrauch gekommen und stellt ein Äquivalent zu dem wörtlich gleichbedeutenden Begriff Eminenz dar, der traditionell auf die Anrede von hohen katholischen Würdenträgern beschränkt ist.
Als Prominente oder umgangssprachlich Promis [ˈprɔmɪs], Celebritys oder auch VIPs (englische Abkürzung für Very Important Person) bezeichnet man vorwiegend jene Personen, die für ihre öffentlichen Auftritte bekannt sind. Häufig handelt es sich bei Prominenten um Schauspieler, Musiker und andere Unterhaltungskünstler, über die vielfach in der Presse oder im Fernsehen berichtet wird. Auch Politiker oder Sportler können prominent sein. In der jüngeren Organisationstheorie und Managementforschung wird davon ausgegangen, dass auch Vorstandsvorsitzende großer Unternehmen breite öffentliche Bekanntheit erreichen. Neben individueller wird inzwischen auch eine kollektive Berühmtheit erforscht, indem angenommen wird, dass ganze Unternehmen prominent werden können.

## Juristisches, Recht auf Privatsphäre
Person des öffentlichen Lebens ist ein juristischer Begriff im deutschen, österreichischen und schweizerischen Zivilrecht, der in der Rechtsprechung zu verschiedenen Gesetzen zur Abgrenzung des Rechts auf Privatsphäre gegen die öffentliche Berichterstattung der Medien verwendet wird. Vergleichbar ist die „Person der Zeitgeschichte“, die z. B. im deutschen Kunsturheberrechtsgesetz und im Stasi-Unterlagen-Gesetz erwähnt wird. (Siehe auch Paparazzo).

## Inflationärer Gebrauch
Zur Pseudo-Prominenz oder (in Anlehnung an B-Movie) B-Prominenz – in der Schweiz in Anlehnung an Cervelat auch Cervelatprominenz – werden in der Alltagssprache solche Personen gerechnet, die durch öffentliche Skandale, spektakuläre Fernsehauftritte oder andere Ereignisse – häufig nur für kurze Zeit – schlagzeilenträchtiges Aufsehen erregen, ohne jedoch dabei auch Ansehen zu gewinnen. Sie bleiben international kaum bekannt, sondern sind lediglich in speziellen Kreisen oder durch einzelne Veranstaltungen oder Sendungen bekannt. Zur B-Prominenz werden auch weniger bekannte Personen gerechnet, die eher wegen eines Adelstitels oder durch Affären mit Prominenten Aufmerksamkeit finden.
Fernsehformate wie Big Brother, Ich bin ein Star – Holt mich hier raus! oder von Medien aufgebauschte Skandale erzeugen eine derart hohe Anzahl von angeblich prominenten Personen, dass zunehmend von „C-Promis“, „D-Promis“ bis „Z-Promis“ die Rede ist, also Personen, deren Prominenz als noch schnelllebiger und unbedeutender wahrgenommen wird als die der sogenannten B-Prominenz. Klassische Tätigkeiten oder Eigenschaften, die wirkliche Prominenz begründen könnten, sind hier kaum erkennbar, waren nie vorhanden oder liegen lange zurück, was besonders bei den Kandidaten von Ich bin ein Star – Holt mich hier raus! häufig der Fall ist.

## Wissenschaft
Prominenz war in der Wissenschaft über eine lange Zeit kein bedeutendes Thema. Der Grund liegt in der Distanz zwischen Wissenschaft und der Unterhaltung. Der Unterhaltungssektor und der Boulevardjournalismus hat für die Wissenschaft einen geringen akademischen Wert. Hinzu kommt, dass das Thema Prominenz auf Grund der subjektiven Wahrnehmung sehr komplex ist. Erst 1965 veröffentlichte Gertraud Linz eine Dissertation zur Prominenz mit Bezug zur Literatur. Danach verschwand das Interesse, bis in den 90er Jahren weitere Veröffentlichungen erschienen. Es gab viele Versuche, eine Definition für den Begriff zu finden. Es wurde sowohl die Gesamtheit von Prominenz diskutiert als auch Bekanntheit in bestimmten, ausgewählten Sparten wie Kunst, Wirtschaft oder auf anderen Gebieten. Für die Rechtswissenschaft ist die Prominenz auf dem Gebiet des Urheber- und des Persönlichkeitsrechts relevant.

## Soziologie
Die Merkmale von „Prominenz“ sind oft Schönheit und Sportlichkeit (Körperkraft), was sie von den sonst üblichen modernen Merkmalen der sozialen Schicht (Einkommen, Berufsprestige, Ausbildung) unterscheidet, nicht aber von bereits frühgeschichtlichen Schichtungsmerkmalen. So stehen sie in den Untersuchungen zur Sozialstruktur oft am Rande.

## Werbung
Manche Prominente machen unter anderem Produktwerbung, werben für Spendenaktionen, im Wahlkampf oder wirken an der Truppenbetreuung mit.
Für den Prominenten kann dies von Vorteil sein:
- Entsprechende Verträge sind oft mit Geld dotiert. Werbeverträge können auch zur Haupteinnahmequelle werden.
- Engagement für wohltätige Projekte wirkt sich positiv auf das Image des Prominenten aus, insbesondere wenn dies ehrenamtlich geschieht.
- Ehemals bekannte Personen können sich wieder ins Bewusstsein bringen.
- Gelegentlich erlangen Personen auch erst durch solche Aktionen überhaupt Prominenz.

Es kann auch Nachteile haben:
- Der Prominente wird eventuell abhängig von entsprechenden Einnahmen.
- Ein negatives Image des Prominenten kann sich auf Produkte, Organisationen und Aktionen übertragen. Um dies zu verhindern, werden Verträge gekündigt, Einnahmen gehen verloren, der Prominente kann aus der Wahrnehmung verschwinden.[A 3]
- Ein negatives Image eines Produktes, einer Organisation oder Aktion kann sich auf den Prominenten übertragen.[A 4]
- Trittbrettfahrer nutzen Bekanntheit und Image von Prominenten, indem sie z. B. ohne deren Einverständnis Werbung mit ihrem Bild machen.